# Kehancha
Kehancha es una localidad de Kenia, con estatus de municipio. Es la localidad más poblada del condado de Migori. Tiene 256 086 habitantes según el censo de 2009 y es la sexta mayor localidad del país.